# Стриївська сільська рада (Збаразький район)
Стриї́вська сільська́ ра́да — адміністративно-територіальна одиниця та орган місцевого самоврядування у Збаразькому районі Тернопільської області. Адміністративний центр — село Стриївка.

## Загальні відомості
Стриївська сільська рада утворена в 1940 році.
- Територія ради: 40,85 км²
- Населення ради: 1 578 осіб (станом на 2001 рік)
- Територією ради протікає річка Нетич

## Населені пункти
Сільській раді підпорядковані населені пункти:
- с. Стриївка
- с. Травневе

## Склад ради
Рада складається з 14 депутатів та голови.
- Голова ради: Івахов Василь Анатолійович
- Секретар ради: Робак Галина Каролівна

### Керівний склад попередніх скликань
| Прізвище, ім'я, по батькові   | Основні відомості                                                                                      | Дата обрання | Дата звільнення |
| ----------------------------- | --- | ------------ | --------------- |
| Мариновський Ігор Ярославович | Сільський голова, 1967 року народження, освіта вища, безпартійний                                      | 26.03.2006   | 31.10.2010      |
| Мариновський Ігор Ярославович | Сільський голова, 1967 року народження, освіта вища, безпартійний                                      | 31.10.2010   | 12.11.2012      |
| Смолинець Василь Степанович   | Сільський голова, 1971 року народження, освіта вища, безпартійний                                      | 02.06.2013   | 25.10.2015      |
| Івахов Василь Анатолійович    | Сільський голова, 1973 року народження, освіта середня спеціальна, член Радикальної партії Олега Ляшка | 25.10.2015   |                 |

Примітка: таблиця складена за даними сайту Верховної Ради України та ЦВК

### Депутати VII скликання
За результатами місцевих виборів 2015 року депутатами ради стали:

#### За суб'єктами висування
| Суб'єкт висування | Кількість обраних депутатів | %      |
| ----------------- | --------------------------- | ------ |
| Самовисування     | 14                          | 100.00 |

#### За округами
| № округу | Прізвище, ім'я, по батькові    | Ким висунуто  | Дата нар.  | Освіта             | Партійна приналежність | Відомості                                                   |
| -------- | ------------------------------ | ------------- | ---------- | ------------------ | ---------------------- | ----------------------------------------------------------- |
| 1        | Дзюбановська Оксана Богданівна | Самовисування | 21.02.1985 | вища               | безпартійна            | Декретна відпустка                                          |
| 2        | Зелінський Ігор Бориславович   | Самовисування | 02.01.1957 | середня спеціальна | безпартійний           | ТзОВ «Поділля», механік                                     |
| 3        | Копча Галина Володимирівна     | Самовисування | 11.01.1978 | загальна середня   | безпартійна            | Збаразька школа-інтернат, машиніст прання білизни           |
| 4        | Коцюбко Надія Маркіянівна      | Самовисування | 01.09.1971 | загальна середня   | безпартійна            | Тимчасово не працює                                         |
| 5        | Кушлак Євгеній Олександрович   | Самовисування | 03.05.1963 | середня спеціальна | безпартійний           | ТзОВ «Поділля», бригадир будівельної бригади                |
| 6        | Лис Іван Іванович              | Самовисування | 22.11.1967 | загальна середня   | безпартійний           | Тимчасово не працює                                         |
| 7        | Мариновський Ігор Ярославович  | Самовисування | 28.03.1967 | вища               | безпартійний           | Тимчасово не працює                                         |
| 8        | Матичак Володимир Миронович    | Самовисування | 06.03.1981 | середня спеціальна | безпартійний           | ТзОВ «Поділля», водій                                       |
| 9        | Мельничук Оксана Олександрівна | Самовисування | 10.10.1958 | середня спеціальна | безпартійна            | Тимчасово не працює                                         |
| 10       | Робак Галина Каролівна         | Самовисування | 08.10.1960 | середня спеціальна | безпартійна            | Стриївська сільська рада, секретар сільської ради           |
| 11       | Сікорський Микола Теодорович   | Самовисування | 30.04.1959 | середня спеціальна | безпартійний           | ТзОВ «Поділля», бригадир рільничої бригади                  |
| 12       | Чорна Ірина Михайлівна         | Самовисування | 23.02.1982 | вища               | безпартійна            | Стриївський ДНЗ «Журавлик», завідувачка господарства        |
| 13       | Шипула Марія Іванівна          | Самовисування | 19.04.1986 | вища               | безпартійна            | Декретна відпустка                                          |
| 14       | Шуляк Ярослава Ігорівна        | Самовисування | 19.11.1980 | вища               | безпартійна            | Магазин в с. Охримівці і с. Стриївка, приватний підприємець |

### Депутати VI скликання
За результатами місцевих виборів 2010 року депутатами ради стали:

#### За суб'єктами висування
| Суб'єкт висування | Кількість обраних депутатів | %   |
| ----------------- | --------------------------- | --- |
| Самовисування     | 16                          | 100 |

#### За округами
| № округу | Прізвище, ім'я, по батькові     | Дата визнання обраним | Освіта             | Партійна приналежність      | Відомості про обраного депутата |
| -------- | ------------------------------- | --------------------- | ------------------ | --------------------------- | ------------------------------- |
| 1        | Гойсак Андрій Юрійович          | 01.11.2010            | незакінчена вища   | позапартійний               | ТДТУ, студент                   |
| 2        | Демків Володимир Михайлович     | 01.11.2010            | середня            | позапартійний               | пенсіонер                       |
| 3        | Кушлак Євгеній Олександрович    | 01.11.2010            | вища               | позапартійний               | ТОВ «Поділля», бригадир         |
| 4        | Зелінський Ігор Борисович       | 01.11.2010            | середня            | позапартійний               | ТОВ «Поділля», механік          |
| 5        | Бучак Тетяна Зіновіївна         | 01.11.2010            | вища               | позапартійна                | загальноосвітня школа, вчитель  |
| 6        | Кихивка Наталія Петрівна        | 01.11.2010            | вища               | член Народного Руху України | загальноосвітня школа, вчитель  |
| 7        | Шмігель Марія Мефодіївна        | 02.01.2011            | середня спеціальна | позапартійна                | Стриївська школа, повар         |
| 8        | Лисобей Оксана Михайлівна       | 01.11.2010            | вища               | позапартійна                | загальноосвітня школа, вчитель  |
| 9        | Мельничук Оксана Олександрівна  | 01.11.2010            | вища               | позапартійна                | пенсіонер                       |
| 10       | Собашко Богдан Федорович        | 01.11.2010            | вища               | позапартійний               | ТОВ «Збаражцукор»               |
| 11       | Робак Галина Каролівна          | 01.11.2010            | вища               | позапартійна                | Стриївська с.р., секретар       |
| 12       | Коцюбко Надія Маркіянівна       | 01.11.2010            | середня            | позапартійна                | тимчасово не працює             |
| 13       | Хомишак Ольга Іванівна          | 01.11.2010            | середня            | позапартійна                | ТОВ «Поділля», вагар            |
| 14       | Вальницький Григорій Теодорович | 01.11.2010            | середня            | позапартійний               | ТОВ «Поділля», тракторист       |
| 15       | Сікорський Микола Теодорович    | 01.11.2010            | середня            | позапартійний               | ТОВ «Поділля», бригадир         |
| 16       | Турко Олег Степанович           | 01.11.2010            | незакінчена вища   | позапартійний               | Агротехнічний інститут, студент |